# 1956年メルボルンオリンピックの日本選手団
1956年メルボルンオリンピックの日本選手団（1956ねんメルボルンオリンピックのにほんせんしゅだん）は、1956年にオーストラリア・メルボルンで行われた1956年メルボルンオリンピックの日本選手団。選手名及び所属は1956年当時のもの。

## メダル獲得者

### 金メダル
- 古川勝（競泳200m平泳ぎ）
- 笹原正三（レスリングフリースタイルフェザー級）
- 池田三男(レスリングフリースタイルウエルター級)
- 小野喬（体操男子鉄棒）

### 銀メダル
- 山中毅（競泳400m自由形）
- 山中毅（競泳1500m自由形）
- 吉村昌弘（競泳200m平泳ぎ）
- 石本隆（競泳200mバタフライ）
- 笠原茂（レスリングフリースタイルライト級）
- 日本（小野喬・竹本正男・河野昭・相原信行・塚脇伸作・久保田正躬）（体操男子団体）
- 小野喬（体操男子あん馬）
- 小野喬（体操男子個人総合）
- 久保田正躬（体操男子平行棒）
- 相原信行（体操男子徒手（現在の床運動））

### 銅メダル
- 竹本正男（体操男子鉄棒）
- 竹本正男（体操男子平行棒）
- 小野喬（体操男子平行棒）
- 竹本正男（体操男子つり輪）
- 久保田正躬（体操男子つり輪）

## 陸上競技
監督兼ヘッドコーチ：西田修平

マラソンコーチ：村社講平

コーチ：田島直人

マネージャー：釜本文男

### 男子
- 園田裕四郎（八幡製鐵）
  - 男子走り幅跳：予選落ち（7m12cm）
- 釜本文男
  - 男子ハンマー投：予選落ち（53m48cm）
- 広島庫夫（旭化成）
  - 男子マラソン：33位（3時間04分18秒）
- 桜井孝次（早大）
  - 男子三段とび：7位（15m73cm）
- 室矢芳隆（八幡製鐵）
  - 男子800m：準決勝落選（1分54秒5）
- 柴田宏（松屋）
  - 男子三段とび：13位（15m25cm）
- 小掛照二（大昭和製紙）
  - 男子三段とび：8位（15m64cm）
- 小島義雄（川崎重工業）
  - 男子ハンマー投：予選落ち（53m68cm）
- 清藤亨（熊本相互銀行）
  - 男子100m：1次予選落ち（10秒9）
- 石川行男（大昭和製紙）
  - 男子走り高飛び：12位（1m96cm）
- 赤木完次（富士製鐵）
  - 男子400m：1次予選失格（記録なし）
  - 男子200m：2次予選落ち（21秒9）
- 川島義明（日大）
  - 男子マラソン：5位（2時間29分19秒）
- 大串啓二（東教大）
  - 男子400mハードル：1次予選落ち（53秒2）
- 潮喬平（中大）
  - 男子100m：1次予選落ち（11秒0）
  - 男子200m：1次予選落ち（22秒4）
- 田島政次（読売新聞）
  - 男子走り幅跳：予選落ち（7m11cm）
- 浜村秀雄（山口県教育委員会）
  - 男子マラソン：16位（2時間40分53秒）
- 鈴木重晴（東北光業）
  - 男子800m：予選落ち（1分54秒1）
- 赤木完次・潮喬平・清藤亨・田島政次
  - 男子4×100mリレー：準決勝落選（41秒3）
- 赤木完次・大串啓二・鈴木重晴・室矢芳隆
  - 男子4×400mリレー：予選落ち（3分13秒7）

### 女子
- 吉野トヨ子（埼玉県教育委員会）
  - 女子円盤投げ：予選落ち（40m91cm）
- 高橋ヨシ江（中大勤務）
  - 女子走り幅跳び：予選落ち（5m68cm）
- 志田順子（中大）
  - 女子やり投げ：12位（44m96cm）

## 水泳競技
監督：小池禮三

女子監督：根上博

コーチ：太田光雄

飛込みコーチ：小柳富男

マネージャー：古橋廣之進

### 競泳
- 谷訯（八幡製鉄）
  - 男子100m自由形：7位（58秒0）
- 鈴木弘（日本通電）
  - 男子100m自由形：準決勝5位
- 古賀学（早大）
  - 男子100m自由形：準決勝6位（58秒1）
- 山中毅（輪島高）
  - 男子400m自由形：銀メダル（4分30秒4）
  - 男子1500m自由形：銀メダル（18分00秒3）
- 野々下耕嗣（中大）
  - 男子400m自由形：7位（4分38秒2）
- 野田芳郎（明大）
  - 男子400m自由形：予選落ち（4分49秒9）
- 青木行義（日大）
  - 男子1500m自由形：7位（18分38秒3）
- 八木清三郎（日大）
  - 男子1500m自由形：予選落ち（18分57秒3）
- 富田一雄（三潴高）
  - 男子100m背泳ぎ：準決勝5位（1分06秒5）
- 長谷景治（早大）
  - 男子100m背泳ぎ：準決勝6位（1分06秒5）
- 二宮英雄（慶大）
  - 男子100m背泳ぎ：予選落ち（1分09秒2）
- 古川勝（日大）
  - 男子200m平泳ぎ：金メダル（2分34秒7）
- 吉村昌弘（日大）
  - 男子200m平泳ぎ：銀メダル（2分36秒7）
- 石本隆（日大）
  - 男子200mバタフライ：銀メダル（2分23秒8）
- 古賀学・谷訯・野々下耕嗣・山中毅
  - 男子4×200m自由形リレー：4位（8分36秒6）
- 古川徹（宮之城高）
  - 出場せず
- 清水健（立大）
  - 出場せず
- 佐藤喜子（天理大）
  - 女子100m自由形：予選落ち（1分10秒3）
- 神野眸（天理大）
  - 女子100m自由形：予選落ち（1分08秒8）
- 島田節子（五条高）
  - 女子100m自由形：予選落ち（1分11秒8）
- 大高幸子（伊都高）
  - 女子400m自由形：予選落ち（5分58秒7）
- 和田映子（五条高）
  - 女子400m自由形：予選落ち（5分27秒2）
- 大高幸子・佐藤喜子・神野眸・和田映子
  - 女子4×100m自由形リレー：予選落ち（4分35秒8）

### 飛込
- 馬場豊（天御津）
  - 男子高飛込：11位（123.69）
  - 男子飛板飛込：12位（126.87）
- 馬淵良（長野電鉄）
  - 男子高飛込：12位（120.20）
  - 男子飛板飛込：18位（70.82）
- 弘世初子（相愛女子短大）
  - 女子高飛込：11位（69.71）
  - 女子飛板飛込：16位（56.02）
- 津谷鹿乃子（松蔭女子短大）
  - 女子高飛込：10位（70.95）
  - 女子飛板飛込：8位（103.12）

## 体操
監督：近藤天

コーチ：中島想知

女子監督兼コーチ：吉田夏

### 男子
- 河野昭（日体大教）
  - 男子あん馬：20位（18.60）
  - 男子つり輪：15位（18.70）
  - 男子個人総合：16位（111.55）
  - 男子跳馬：33位（18.300）
  - 男子鉄棒：13位（18.75）
  - 男子平行棒：16位（18.70）
  - 男子徒手：16位（18.50）
- 久保田正躬（天理大教）
  - 男子あん馬：16位（18.65）
  - 男子つり輪：銅メダル（19.10）
  - 男子個人総合：8位（112.50）
  - 男子跳馬：33位（18.300）
  - 男子鉄棒：25位（18.60）
  - 男子平行棒：銀メダル（19.15）
  - 男子徒手：10位（18.70）
- 小野喬（慶大）
  - 男子あん馬：銀メダル（19.20）
  - 男子つり輪：5位（19.05）
  - 男子個人総合：銀メダル（114.20）
  - 男子跳馬：16位（18.500）
  - 男子鉄棒：金メダル（19.60）
  - 男子平行棒：銅メダル（19.10）
  - 男子徒手：8位（18.75）
- 相原信行（日体大）
  - 男子あん馬：12位（18.75）
  - 男子つり輪：5位（19.05）
  - 男子個人総合：10位（112.45）
  - 男子跳馬：41位（18.100）
  - 男子鉄棒：27位（18.55）
  - 男子平行棒：6位（18.90）
  - 男子徒手：銀メダル（19.10）
- 竹本正男（日体大教）
  - 男子あん馬：7位（18.90）
  - 男子つり輪：銅メダル（19.10）
  - 男子個人総合：4位（113.55）
  - 男子跳馬：6位（18.650）
  - 男子鉄棒：銅メダル（19.30）
  - 男子平行棒：銅メダル（19.10）
  - 男子徒手：16位（18.50）
- 塚脇伸作（新宿高教）
  - 男子あん馬：22位（18.45）
  - 男子つり輪：7位（19.00）
  - 男子個人総合：12位（112.20）
  - 男子跳馬：19位（18.450）
  - 男子鉄棒：13位（18.75）
  - 男子平行棒：8位（18.85）
  - 男子徒手：10位（18.70）
- 相原信行・小野喬・久保田正躬・河野昭・竹本正男・塚脇伸作
  - 男子団体総合：銀メダル（566.40）

### 女子
- 関鈴子（東教大）
  - 女子個人総合：35位（70.998）
  - 女子段違い平行棒：41位（17.666）
  - 女子跳馬：42位（17.866）
  - 女子平均台：36位（17.500）
- 久保田恭子（枚岡市立大池中教）
  - 女子個人総合：34位（71.130）
  - 女子段違い平行棒：42位（17.533）
  - 女子跳馬：50位（17.566）
  - 女子平均台：20位（18.066）
- 坂下千津子（富山商高教）
  - 女子個人総合：29位（71.498）
  - 女子段違い平行棒：38位（17.700）
  - 女子跳馬：56位（17.520）
  - 女子平均台：16位（18.133）
- 田中敬子（日体大）
  - 女子個人総合：13位（73.097）
  - 女子段違い平行棒：17位（18.299）
  - 女子跳馬：16位（18.233）
  - 女子平均台：21位（17.999）
- 池田弘子（東京女子体育短大教）
  - 女子個人総合：23位（71.898）
  - 女子段違い平行棒：22位（18.166）
  - 女子跳馬：30位（18.066）
  - 女子平均台：39位（17.433）
- 曽我部和子（東教大）
  - 女子個人総合：24位（71.830）
  - 女子段違い平行棒：45位（17.399）
  - 女子跳馬：23位（18.132）
  - 女子平均台：13位（18.166）
- 池田弘子・久保田恭子・坂下千津子・関鈴子・曽我部和子・田中敬子
  - 女子団体：6位（433.666）

## ボクシング
監督：小久保勘太郎
- 石丸利人（早大出ハワイ大）
  - ライト級：16位（2回戦敗退）
- 米倉健治（明大）
  - フライ級：8位（3回戦敗退）
- 鈴木信一朗（明大）
  - フェザー級：8位（3回戦敗退）

## レスリング
監督：八田一朗

コーチ：石井庄八
- 笠原茂（明大）
  - フリースタイル・ライト級：銀メダル
- 桂本和夫（中大）
  - フリースタイル・ミドル級：5位
- 笹原正三（中大学友会）
  - フリースタイル・フェザー級：金メダル
- 浅井正（中大）
  - フリースタイル・フライ級：4位
- 大平光洋（早大）
  - フリースタイル・ライトヘビー級：3回戦敗退
- 池田三男（中大）
  - フリースタイル・ウエルター級：金メダル
- 中尾三郎（英語版）（慶大）
  - フリースタイル・ヘビー級：3回戦敗退
- 飯塚実（昭和鉱業）
  - フリースタイル・バンタム級：5位

## ウエイトリフティング
監督：井口幸男
- 山口隆弘（明大）
  - フェザー級：9位（310.0）
- 大沼賢治（早大）
  - ライト級：4位（367.5）
- 南部良雄（日本飛行機）
  - バンタム級：6位（305）
- 白鳥博義（明大）
  - フェザー級：5位（327.0）

## サッカー
監督：竹腰重丸

コーチ：川本泰三（選手兼任）

マネージャー：木下勇

- 岩淵功（東京トヨタ）・内野正雄（中大）・大村和市郎（田辺製薬）・小沢通宏（東洋工業）・北口晃（関学）・小林忠生（東京海上）・佐藤弘明（川惣電機工業）・下村幸男（東洋工業）・高林隆（田辺製薬）・高森泰男（立大）・鴇田正憲（田辺製薬）・長沼健（古河電工）・平木隆三（関学）・古川好男（関大）・三村恪一（東邦チタニウム）・八重樫茂生（早大）・川本泰三（川惣電機工業、出場せず）
  - 男子：グループリーグ敗退

## バスケットボール
監督：大庭哲夫

コーチ：前田昌保
- 荒井利一（松下電器産業）・糸山隆司（日本鋼管）・今泉健一（日本鉱業）・大平礼三（明大）・紺野仁（鐵興社）・斎藤博（日本鉱業）・東海林周太郎（立大）・杉山武雄（八幡製鉄）・奈良節雄（立大）　　　・登坂哲朗（慶大）・藤田学（日本鋼管）
  - 男子：10位

## フェンシング
- 佐野雅之
  - 男子エペ個人：予選敗退
  - 男子サーブル個人：予選敗退
  - 男子フルーレ個人：予選敗退

## ボート
監督：衣非宏
- 今村孝（慶大）・岩崎洋三（英語: Yozo Iwasaki）（慶大）・加藤順一（慶大）・須永定博（慶大）・武田泰彦（慶大）・原正雄（慶大）・比企能樹（慶大）・渡辺靖国（慶大）・江田利児（かじ）
  - エイト：準決勝敗退（6分11秒08）

## 自転車
監督：北沢清
- 大沢鉄男（自営業）
  - 男子1000mタイムトライアル：12位（1分12秒03）
  - 男子187.73km個人ロードレース：途中棄権

## 射撃
ライフル監督：安斎実

クレー監督：植月浅雄
- 丸山知一（自衛隊）
  - ライフル射撃男子スモールボアライフル3姿勢：40位（1085）
  - ライフル射撃男子スモールボアライフル伏射：43位（584）
- 岩田徳三郎（川徳商店）
  - クレー射撃クレーピジョン：27位（155）
- 許斐氏利（東京温泉）
  - クレー射撃クレーピジョン：29位（140）
- 上田義秀（皇宮警察本部）
  - ライフル射撃男子フリーピストル：17位（526）
  - ライフル射撃男子ラピッドファイアピストル：31位（521）
- 猪熊幸夫（自衛隊）
  - ライフル射撃男子スモールボアライフル3姿勢：36位（1110）
  - ライフル射撃男子スモールボアライフル伏射：24位（594）
- 保坂調司（警視庁）
  - ライフル射撃男子フリーピストル：4位（550）
  - ライフル射撃男子ラピッドファイアピストル：15位（563）

## 本部
団長：田畑政治

総務：浅野均一

総務：佐々木吉蔵

渉外：清川正二

秘書：高崎正光

庶務：森田重利

## その他
視察員：岩田幸彰（ヨット）

視察員：佐野雅之（フェンシング）

視察員：鶸田武（水泳）

視察員：廣堅太郎（ホッケー）

視察員：山崎覚太郎（芸術）

視察員：津軽義孝（近代五種）

ドクター：黒田善雄

ドクター：水谷兼晃
ほかに

国際審判員：遠山喜一郎（体操）、西出武（レスリング）、安部輝太郎（水泳）

IOC：東龍太郎（日本体育協会）、高石真五郎（日本自転車競技連盟）

AGF：高島文雄

AGOC：津島寿一が参加

## 馬術
馬術のみスウェーデンのストックホルムで実施された。
団長：遊佐幸平

監督：相川大吉

調教師：瀬理町秀雄
- 川口宏一（農林業、馬名：富士）
  - 障害飛越個人：26位
- 太田邦宏（新東京興信所、馬名：エフォルジオ）
  - 障害飛越個人：30位